# Кам'янка (аеродром)
Кам'янка — спортивний аеродром у місті Дніпро, розташований за 12 км на північний захід від центру міста.

## Опис
На аеродромі базується авіаційно-спортивний клуб «Дніпро».
Аеродром Кам'янка призначено для навчально-тренувальних польотів, підготовки пілотів літаків, вертольотів, планерів, польотів на мотодельтаплані, виконання стрибків з парашутом.
У період виконання польотів аеродром відкритий для зльоту і посадки всіх повітряних суден вагою до 5700 кг.
Розмір летовища складає 1395х1410 м, прямокутної форми. Трав'яний покрив — багаторічні трави. У період літніх дощів зберігає необхідну щільність для виконання польотів легкомоторної авіації.
Оператором аеродрому є громадська організація — Авіаційно-спортивний клуб «Дніпро».
Польоти на аеродромі «Кам'янка» виконуються вдень у ПМУ, зниження і захід на посадку виконується візуально за дозволом РП.
У 2018 році, за рішенням суду, договір оренди було розірвано, і територію аеродрому було повернуто в комунальну власність.
23 серпня 2021 року на аеродромі «Кам'янка» під час фестивалю повітроплавання «DniproOpenSky» запустили у повітря 500 моделей ракет. В Україні подібний запуск був першим, а також встановлено рекорд країни, який був зафіксуваний відразу на місці. Світовий рекорд з одночасним запуском понад 4000 ракет перевищити поки не вдалося.